# Aston Palicte
Aston Francis Melos Palicte (Bago, 25 gennaio 1991) è un pugile filippino.

## Carriera
Il 2010 è l'anno del debutto professionistico di Palicte, che nel giro dei sette anni successivi riesce a fregiarsi di diversi titoli a livello regionale, prima nei pesi mosca e quindi nei supermosca. Il talento del filippino è ben presto scoperto dall'ex campione mondiale Roy Jones Jr., che diviene suo promotore nel 2016.
Fino al 2018 riporta un record di 24 vittorie e due sconfitte, balzando ai vertici della classifica WBO di categoria. L'ente lo sceglie quindi come sfidante di Donnie Nietes – idolo d'infanzia e modello di riferimento dello stesso Palicte – con in palio il titolo vacante dei pesi supermosca. La sfida tra i due pugili negrensi si svolge l'8 settembre 2018 al Forum di Inglewood e termina con un pareggio non unanime dopo dodici riprese. Il 19 giugno 2019 ottiene una nuova chance titolata per il mondiale WBO, venendo però sconfitto per KO tecnico al decimo round dal giapponese Kazuto Ioka.